# Paj Süe
Paj Süe (čínsky 白雪, pinyin: Bái Xuě; * 15. prosince 1988, Chej-lung-ťiang) je čínská atletka, běžkyně, která se věnuje středním a především dlouhým tratím. Olympionička, mistryně světa a Asie.

## Kariéra
První výrazné úspěchy zaznamenala v roce 2005 na MA v atletice v jihokorejském Inčchonu, kde získala zlaté medaile v bězích na 5000 a 10 000 metrů. O rok později na MS juniorů v Pekingu skončila na 4. místě (5 000 m). V roce 2008 reprezentovala na letních olympijských hrách v Pekingu, kde dokončila běh na 10 000 metrů v čase 32:20,27 na 21. místě. O rok později se stala v Berlíně mistryní světa v maratonu. Trať zaběhla v čase 2.25:15. Stříbro brala Japonka Jošimi Ozakiová, která byla o 10 sekund pomalejší a bronz vybojovala Aselefech Mergiaová z Etiopie (2.25:32).
V roce 2008 a 2009 se stala vítězkou pekingského maratonu.